# Motley Theatre Design Group
Il Motley Theatre Design Group era un gruppo di costumiste e scenografe britanniche composto da Elizabeth Montgomery (1902-1993) e dalle sorelle Harris, Margaret (detta "Percy", 1904-2000) e Sophie (1900-1966). 

## Carriera
Il nome "Motley", secondo Montgomery, deriva dall'omonimo tessuto medievale e non dal termine per il costume dei giullari, il "motley" citato da Shakespeare in Come vi piace. Le tre si incontrarono alla scuola di belle arti e diventarono le costumiste di John Gielgud durante gli anni 1930. Pur operando sotto un unico nome, Margaret Harris ed Elizabeth Montgomery furono attive prevalentemente a Broadway, negli Stati Uniti, durante la seconda guerra mondiale, mentre Sophie Harris rimase nel Regno Unito, lavorando al cinema e teatro. Le sorelle si sarebbero riunite in Gran Bretagna al termine della guerra, lavorando a teatro e insegnando design alla scuola di teatro del Bristol Old Vic.
Le Motley erano particolarmente note per i loro costumi per lo Shakespeare Memorial Theatre tra il 1948 e il 1959, periodo in cui curarono i costumi per allestimenti di alto profilo, tra cui Troilo e Cressida con Paul Scofield (1949), Antonio e Cleopatra (1953) e Come vi piace (1957) con Peggy Ashcroft, Le allegre comari di Windsor con Anthony Quayle (1955), Amleto con Michael Redgrave (riproposto anche a Mosca) e Re Lear con Charles Laughton (1959). Furono molto attive anche a Broadway, dove vinsero due Tony Award ai migliori costumi, e più occasionalmente in campo televisivo, vincendo il BAFTA ai migliori costumi (bianco e nero) per The Pumpkin Eater nel 1964.

## Motley Collection of Theatre and Costume Design
La Motley Collection of Theatre and Costume Design è una fonte di documentazione sulla storia del teatro ed è ospitata nella Rare Book and Special Collections Library presso l'Università dell'Illinois - Urbana-Champaign. Si tratta di una collezione di materiali originali sul teatro che comprende oltre 5000 articoli provenienti da più di 150 produzioni in Inghilterra e negli Stati Uniti d'America. Questi materiali includono costumi e scenografie, schizzi, appunti, fotografie, elenchi di oggetti di scena, storyboard e campioni di tessuto. Dopo che i membri del Motley Group si erano ritirati, Michael Mullin, professore di inglese presso l'Università dell'Illinois a Urbana-Champaign, incontrò Margaret Harris e dichiarò di essere interessato all'acquisizione da parte dell'università dei progetti accumulati dal gruppo in oltre 40 anni di attività. Dopo le trattative con Sotheby's, che era stata incaricata di mettere all'asta gli articoli, l'Università dell'Illinois raggiunse un accordo nell'aprile 1981 per acquistare l'intera collezione. Questa risorsa sulla storia del teatro del XX secolo è conservata intatta per lo studio; la Biblioteca ha digitalizzato la collezione nella sua interezza per renderla accessibile al pubblico.

## Riconoscimenti
- Tony Award
  - 1958 – Migliori costumi per The First Gentleman
  - 1958 – Candidatura per i migliori costumi per Look Homeward, Angel
  - 1958 – Candidatura per i migliori costumi per La moglie di campagna
  - 1958 – Candidatura per i migliori costumi per Ricorda con rabbia
  - 1958 – Candidatura per i migliori costumi per Shinbone Alley
  - 1961 – Migliori costumi per Becket e il suo re
  - 1961 – Candidatura per i migliori costumi per Kwamina
  - 1963 – Candidatura per i migliori costumi per Madre Coraggio e i suoi figli
  - 1965 – Candidatura per i migliori costumi per Baker Street